# Elaeagnus hunanensis
Elaeagnus hunanensis là một loài thực vật có hoa trong họ Elaeagnaceae. Loài này được C.J.Qi & Q.Z.Lin mô tả khoa học đầu tiên năm 2002.